# خانه شیخ بهائی
خانه شیخ بهائی مربوط به دوره عباسی است و در اصفهان، خیابان طالقانی، نبش کوچه ملا شفیع و کوی محله نو واقع شده و این اثر در تاریخ ۱۰ خرداد ۱۳۸۲ با شمارهٔ ثبت ۹۰۸۷ به‌عنوان یکی از آثار ملی ایران به ثبت رسیده است.